# Agathe Natanson
 (mars 2024).
Si vous disposez d'ouvrages ou d'articles de référence ou si vous connaissez des sites web de qualité traitant du thème abordé ici, merci de compléter l'article en donnant les références utiles à sa vérifiabilité et en les liant à la section « Notes et références ».
Pour les articles homonymes, voir Natanson.
Agathe Natanson, nom de scène de Nicole Andrée Natanson, est une actrice française née le 14 novembre 1946 à Paris 12e.

## Biographie
Grâce à Claude Gensac qui la découvre au théâtre, Agathe Natanson fait ses débuts à l'écran dans Oscar (1967), où elle joue le rôle de Colette, la fille de Louis de Funès et Claude Gensac.
Elle tourne encore pour le cinéma dans Quelqu'un derrière la porte, mais c'est le théâtre et, surtout, la télévision qui lui apportent la notoriété: Les Saintes Chéries, Barberina ou l'Oiselet vert, Le Jeune Fabre, Le Fol Amour de Monsieur de Mirabeau, La Maison des bois.
Après une interruption, elle reprend sa carrière sur les planches.
Divorcée d'Henri Piégay, elle épouse Jean-Pierre Marielle le 14 octobre 2003 ; leurs noces ont lieu à Florence en Italie. Elle est mère d'une fille (journaliste) et d'un fils nés d'une précédente union. 
À la télévision, elle joue entre autres dans quatre épisodes de la série Capitaine Marleau, où elle incarne quatre personnages différents selon les épisodes.

## Théâtre
- 1967 : Dom Juan de Molière, mise en scène Antoine Bourseiller, Comédie-Française (élève du conservatoire)
- 1967 : On ne badine pas avec l'amour d'Alfred de Musset, mise en scène Jean Darnel, Festival d'Art dramatique Saint-Malo
- 1967 : La Commère de Marivaux, mise en scène Michel Duchaussoy, Comédie-Française
- 1968 : C'est malin ! de Fulbert Janin, mise en scène Michel Roux, théâtre des Ambassadeurs
- 1968 : Visitations de Jean Giraudoux, théâtre de la Michodière
- 1969 : La Paille humide d'Albert Husson, mise en scène Michel Roux, théâtre de la Michodière
- 1969 : L'Ascenseur électrique de Julien Vartet, mise en scène Roland Piétri, théâtre de la Renaissance
- 1970 : Et à la fin était le bang de René de Obaldia, mise en scène Michel de Ré, Festival de Vaison-la-Romaine
- 1973: Les Amants terribles de Noël Coward, mise en scène Raymond Gérôme, théâtre Montparnasse
- 1990 : Un suédois ou rien de Laurence Jyl, mise en scène Jean-Luc Moreau, théâtre Fontaine
- 1994 : Le dîner de cons de Francis Veber, mise en scène Pierre Mondy, théâtre des Variétés
- 1999 : Le Nouveau Testament de Sacha Guitry, mise en scène Bernard Murat, théâtre des Variétés
- 2003 : À chacun sa vérité de Luigi Pirandello, mise en scène Bernard Murat, Centre national de création d'Orléans, théâtre Antoine
- 2007 : Les Mots et la Chose de Jean-Claude Carrière, théâtre de l'Œuvre, tournée
- 2008 : Héloïse de Patrick Cauvin, mise en scène Patrice Leconte, théâtre de l'Atelier
- 2014 : Love Letters d'Albert Ramsdell Gurney, mise en scène Benoît Lavigne, Théâtre Antoine
- 2022 : Last Song d'Isabelle Le Nouvel, mise en scène Jean-Louis Benoît, théâtre Hébertot

## Filmographie

### Cinéma
- 1967 : Oscar d'Édouard Molinaro : Colette Barnier
- 1970 : Hello-Goodbye de Jean Negulesco : Monique
- 1971 : Quelqu'un derrière la porte de Nicolas Gessner : Lucy
- 2006 : Da Vinci Code de Ron Howard

- 2006 : Cabaret Paradis de Shirley & Dino : Mireille
- 2008 : Un homme et son chien de Francis Huster : l'infirmière de la maison de retraite
- 2009 : Bancs publics (Versailles Rive-Droite) de Bruno Podalydès : une voisine
- 2009 : Micmacs à tire-larigot de Jean-Pierre Jeunet : ange-gardien
- 2010 : Copie conforme d'Abbas Kiarostami : la femme de la place
- 2010 : Pièce montée de Denys Granier-Deferre : la tante de Bérengère
- 2012 : Rondo d'Olivier van Malderghem : Philippine
- 2012 : Nous York de Géraldine Nakache et Hervé Mimran
- 2013 : Max de Stéphanie Murat
- 2013 : La Fleur de l'âge de Nick Quinn : la directrice de la maison de repos
- 2014 : Situation amoureuse : C'est compliqué de Manu Payet et Rodolphe Lauga

### Télévision
- 1966 : Au théâtre ce soir : À la monnaie du Pape de Louis Velle, mise en scène de l'auteur, réalisation Pierre Sabbagh, Théâtre Marigny
- 1966 : Au théâtre ce soir : Les Jours heureux de Claude-André Puget, mise en scène Jacques-Henri Duval, réalisation Pierre Sabbagh, Théâtre Marigny
- 1969 : Au théâtre ce soir : Bichon de Jean de Létraz, mise en scène Robert Manuel, réalisation Pierre Sabbagh, Théâtre Marigny
- 1970 : Au théâtre ce soir : Les Joyeuses Commères de Windsor de William Shakespeare, mise en scène Jacques Fabbri, réalisation Pierre Sabbagh, Théâtre Marigny
- 1970 : Lancelot du Lac de Claude Santelli
- 1971 : La Maison des bois de Maurice Pialat (Marguerite Picard)
- 1972 : Le Jeune Fabre de Cécile Aubry (Anne Caderousse)
- 1974 : Messieurs les jurés, "L'Affaire Lusanger" d'André Michel (Isabelle Martaizé)
- 1991 : Myster Mocky présente, "Dis-moi qui tu hais" de Jean-Pierre Mocky
- 2002 : Romance sans paroles de Jean-Daniel Verhaeghe
- 2007 : Bac +70 de Laurent Lévy
- 2007 : Le Clan Pasquier de Jean-Daniel Verhaeghe
- 2010 : En cas de malheur de Jean-Daniel Verhaeghe
- 2011 : Bouquet final de Josée Dayan
- 2013 : Indiscrétions de Josée Dayan
- 2016 : Capitaine Marleau (épisode 3) de Josée Dayan
- 2020 : Capitaine Marleau, épisode Au nom du fils de Josée Dayan
- 2021 : Manipulations, mini-série de Marwen Abdallah
- 2021 : Capitaine Marleau, série, les deux épisodes L'Homme qui brûle et Morte Saison
- 2022 : Diane de Poitiers de Josée Dayan
- 2025 : Le Remplaçant (saison 3) : Fiona

## Publications
- L'art de ne pas être grand-mère, Calmann-Lévy, 2016
- Chantons sous les larmes : lettres à Jean-Pierre Marielle, Éditions du Seuil, 2024